# Kelecsényi Ignác
Kelecsényi Ignác (Szalók, 1712. július 14. – 1773 után) magyar Jézus-társasági áldozópap.

## Élete
1729. október 14-én lépett a rendbe; letette a negyedik fogadalmat. 14 évig különböző helyen Magyarországon hitszónok volt; azután Rozsnyón házfőnök négy évig, lelki atya Kassán, rektor az ungvári kollégiumban, utóbb az esztergomi rendház főnöke: 1773-ban ismét ungvári rektor lett és kevéssel a rend feloszlatása után meghalt.

## Művei
- Mater dolorosa, seu septem planctus Deiparae. Tyrnaviae, 1739 (elegia rézmetszetekkel)
- Suasioriae SS. Patrum. Uo. 1740